# 圣埃伦娜 (帕多瓦省)
圣埃伦娜（義大利語：Sant'Elena），是意大利帕多瓦省的一个市镇。总面积8.94平方公里，人口2319人，人口密度259.4人/平方公里（2009年）。ISTAT代码为028083。